# ایزینیا فتیدا
ایزینیا فتیدا (نام علمی: Eisenia fetida)، که در اصطلاح کرم قرمز یا خزنده قرمز نامیده می‌شود در عمل کمپوست سازی بسیار ارزشمند است. از روغن این کرم در صنایع آرایشی به عنوان حجم دهنده و جوان کننده استفاده می‌شود.
از این کرم برای تهیه روغن خراطین استفاده می‌گردد (کاربرد روغن خراطین برای زیباسازی پوست - حجم دهی - رفع چین و چروک و... می‌باشد).

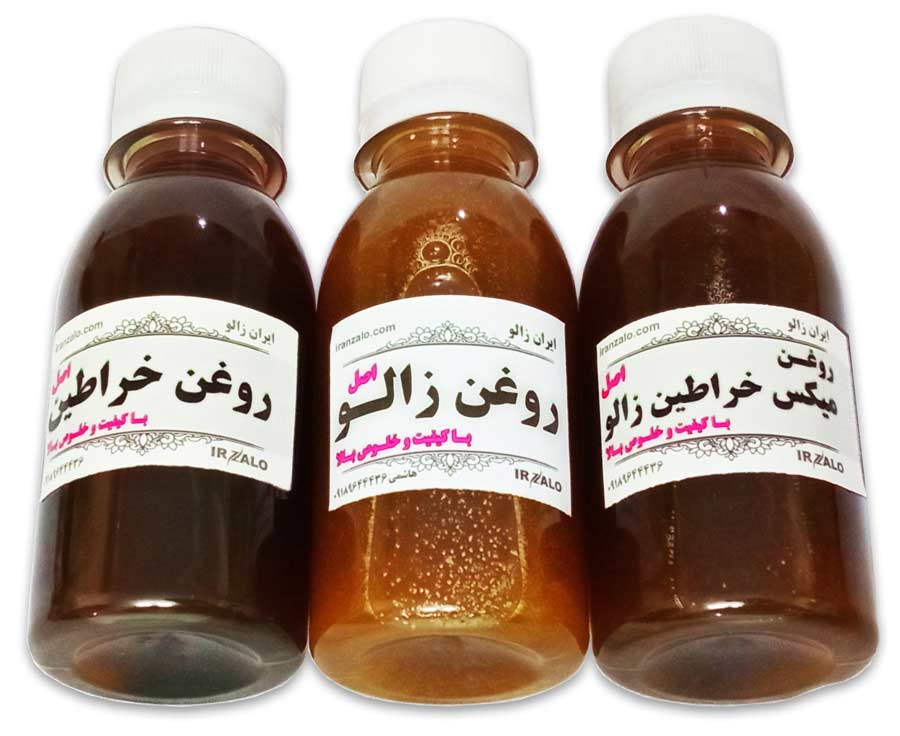

کرم‌های ایزینیا فتیدا برای ورمی کمپوستینگ زباله‌های زیستی خانگی و صنعتی استفاده می‌شود. آنها بومی اروپا هستند، اما به هر قومی و غیر قومی به غیر از جنوب وارد شده‌اند.

## مشخصات
این کرم‌ها تحت عناوین مختلفی از قبیل: کرم قرمز، کرم صورتی، کرم ارغوانی، کرم ببری، کرم طعمه نامیده می‌شود. کرم‌های زنده به رنگ ارغوانی یا قهوه‌ای یا حتی تیره‌تر دیده می‌شوند. این کرم‌ها در قسمت پشت خود نواری رنگی دارند و معمولاً در هر قطعه از بدن آنها، دو نوار دیده می‌شود. رنگ بدن کرم‌ها در قسمت شکم، کدرتر است. به هنگام بلوغ، طول کلیتلوم در کرم‌ها به هفت الی نه قطعه می‌رسد که بین قطعات ۲۴، ۲۵ یا ۲۶ تا ۳۶ می‌باشد. این کرم‌ها بسیار پرطاقت بوده و قادر به تحمل طیف وسیعی از نوسانات دما و رطوبت می‌باشند. فرایند تولید کرم‌پوسال در این نوع کرم نیز به دلیل سازگاری غذایی با مواد آلی، بسیار آسان انجام می‌گیرد، یعنی این کرم‌ها می‌توانند از انواع گوناگون زباله‌های آلی تجزیه‌پذیر تغذیه کنند. هر کرم می‌تواند روزانه به‌طور میانگین هفت میلی‌گرم زباله را بازیافت نماید. همچنین سرعت رشد آنها نیز بالاست. کرم‌های بالغ، وزنی معادل با ۵/۱ گرم داشته و حدود ۵۰ تا ۵۵ روز بعد از بیرون آمدن از کوکون قادر به تولید مثل می‌باشند.

## تولید مثل
کرم‌ها جزء جانوران هرمافرودیت می‌باشند یعنی هر کرم اندام‌های نر و مادگی را با هم دارد، ولی نهایتاً کرم با اتصال به جفت دیگر از طریق دو کلیتلوم و تبادل اسپرم عمل جفتگیری را انجام می‌دهد. سپس هر کرم یک کیسه تخم‌ریزی در کلیتلوم خود تشکیل می‌دهد.
هر کرم بالغ می‌تواند به‌طور میانگین در هر سه روز یک کوکون ایجاد کند که مدت ۲۳ روز پس از آن از هر کوکون یک تا سه نوزاد کرم خارج می‌گردد. اما تمام نوزادان خارج شده از کوکون زنده نمی‌مانند. به‌طور میانگین تعداد این کرم‌ها می‌تواند تا سی برابر افزایش یابد. این کرم‌ها در خارج از سفره‌های غذایی خود حرکت نمی‌کنند.